# Archophileurus clarionicus
Archophileurus clarionicus är en skalbaggsart som beskrevs av Moron 1990. Archophileurus clarionicus ingår i släktet Archophileurus och familjen Dynastidae. Inga underarter finns listade.